# Tang Krouch
Tang Krouch es una comuna (khum) del distrito de Samraong Tong, en la provincia de Kompung Speu, Camboya. En marzo de 2008 tenía una población estimada de 8281 habitantes.
Se encuentra ubicada al suroeste del país, a escasa distancia al sur del lago Sap (Tonlé Sap), al oeste del río Mekong, al norte de la frontera con Vietnam y al este del golfo de Tailandia.